# Itto Fujita
Itto Fujita (japanisch 藤田 一途 Fujita Itto; * 30. Juni 1999 in Yokohama, Präfektur Kanagawa) ist ein japanischer Fußballspieler.

## Karriere
Itto Fujita erlernte das Fußballspielen in den Jugendmannschaften vom Azamino FC und den Yokohama F. Marinos, sowie in der Universitätsmannschaft der Sendai University. Vom 21. September 2021 bis Saisonende wurde er von der Universität an Roasso Kumamoto ausgeliehen. Der Verein aus der Präfektur Kumamoto spielte in der dritten japanischen Liga, der J3 League. Am Ende der Saison stieg er als Meister der dritten Liga in die zweite Liga auf. Nach der Ausleihe wurde er von Roasso am 1. Februar 2022 fest unter Vertrag genommen. Sein Zweitligadebüt gab Itto Fujita am 20. Februar 2022 (1. Spieltag) im Auswärtsspiel gegen den Renofa Yamaguchi FC. Hier wurde er in der 81. Minute für Shūhei Kamimura eingewechselt. Das Spiel endete 1:1. Nach insgesamt 55 Ligaspielen wechselte er im Januar 2005 in die Präfektur Tottori zum Drittligisten Gainare Tottori.

## Erfolge
Roasso Kumamoto
- Japanischer Drittligameister: 2021  ▲